# Diphosphomévalonate décarboxylase
 (février 2024).
Si vous disposez d'ouvrages ou d'articles de référence ou si vous connaissez des sites web de qualité traitant du thème abordé ici, merci de compléter l'article en donnant les références utiles à sa vérifiabilité et en les liant à la section « Notes et références ».
La diphosphomévalonate décarboxylase est une lyase qui catalyse la conversion du 5-pyrophosphomévalonate en isopentényl-pyrophosphate (IPP) :
|                         | + ATP {\displaystyle \rightleftharpoons } CO2 + ADP + Pi + |                           |
| 5-pyrophosphomévalonate |                                                            | Isopentényl-pyrophosphate |
Cette enzyme intervient à la sixième étape de la voie du mévalonate, qui est, chez tous les eucaryotes supérieurs et la plupart des bactéries, la voie métabolique de biosynthèse de l'isopentényl-pyrophosphate (IPP) et du diméthylallyl-pyrophosphate (DMAPP), intermédiaires conduisant à la synthèse du cholestérol et des terpénoïdes.